# Безмятежненский сельский совет (Харьковская область)
Безмятежненский сельский совет — входит в состав Шевченковского района Харьковской области.
Административный центр сельский совета находится в селе Безмятежное.

## Населённые пункты совета
- село Безмятежное
- село Кравцовка
- село Мирополье
- село Полтава
- село Станиславка
- село Старый Чизвик

### Ликвидированные населённые пункты
- село Новый Чизвик
- село Николаевка